# Stare Chojny (Łódź)
Stare Chojny – osiedle w dawnej dzielnicy Górna w Łodzi. Według podziału Systemu Informacji Miejskiej położone jest na południe od osiedla Chojny. Stare Chojny to także dawna wieś włączona do Łodzi w 1946 roku.

## Osiedle administracyjne
Osiedle swym terenem obejmuje mniejsze osiedla, takie jak:
- Chojny Zatorze,
- Komorniki,
- Stare Górki,
- Nowe Górki,
- Józefów.

Granice obszaru SIM Stare Chojny pokrywają się z granicami osiedla administracyjnego Chojny.
| granica osiedla | sąsiadujące osiedla SIM              | ulice lub inne                                                |
| --------------- | ------------------------------------ | ------------------------------------------------------------- |
| północ          | Chojny, Dąbrowa                      | linia kolejowa D540, Łódź Chojny – Łódź Olechów, Jędrzejowska |
| wschód          | Wiskitno                             | Przyjacielska i jej przedłużenie                              |
| południe        | granica administracyjna miasta Łodzi | granica administracyjna miasta Łodzi                          |
| zachód          | Ruda Pabianicka                      | Graniczna, Pryncypalna                                        |

Mapa obszarów SIM dzielnicy Górna

Na terenie Starych Chojen znajdują się między innymi:
- Stawy Jana położone w dolinie rzeki Olechówki,
- Cmentarz katolicki św. Wojciecha – ul. Kurczaki 81,
- Cmentarz katolicki św. Franciszka – ul. Rzgowska 156/158,
- Kościół parafialny pw. Zmartwychwstania Pańskiego,
- Kościół parafialny Najświętszej Marii Panny Matki Odkupiciela i św. Jana Bożego,
- stadion Chojeńskiego Klubu Sportowego,
- zabytkowy Kościół pw. Wojciecha Biskupa Męczennika,
- Dwór Benedykta Górskiego z końca XVIII wieku – Rzgowska 247,
- Instytut „Centrum Zdrowia Matki Polki”.

## Dawna wieś
Stare Chojny to także dawna wieś, od 1867 w gminie Chojny. W okresie międzywojennym należała do powiatu łódzkiego w woj. łódzkim. W 1921 roku liczba mieszkańców wynosiła 34. 1 września 1933 wszedł w skład nowo utworzonej gromady Stare Chojny, składającej się ze wsi Stare Chojny i Józefów.
Podczas II wojny światowej włączone do III Rzeszy. Po wojnie Stare Chojny powróciły na krótko do powiatu łódzkiego woj. łódzkim, lecz już 13 lutego 1946 włączono je do Łodzi.
Lokacja dawnej wsi Stare Chojny odpowiada lokacji dzisiejszego łódzkiego osiedla Kolumny.